# Carl von Ossietzky
Carl von Ossietzky, (Hamburg, 3. listopada 1889. – Berlin, 4. svibnja 1938.), bio je njemački novinar, pisac i pacifist.
Dobitnik je Nobelove nagrade za mir 1936. godine.
Carl von Ossietzky je više godina bio izdavač kazališnog časopisa Die Weltbühne. Objavio je zajedno s drugim novinarima o naoružavanju njemačke flote i Reichswehra još za vrijeme Weimarske Republike. Njemačka država ga je optužila i osudila 1931. godine za špijunažu u tzv. Weltbühne-Prozessu. Carl von Ossietsky i Walter Kreiser optuženi su za veleizdaju 1929. godine i odavanje državnih tajni. von Ossietsky je osuđen 1931. godine na 18 mjeseci zatvora zbog špijunaže. Kasnije je bio optužen da je uvrijedio Reichswehr zato što je njegov prijatelj iz kazališnog časopisa Kurt Tucholsky izjavio: '"Soldaten sind Mörder" (hrv. Vojnici su ubojice). von Ossietzky je pušten na slobodu 1932. 
Godine 1936. dodijeljena mu je Nobelova nagrada za mir‎ za 1935. godinu. U tom trenutku bio je u koncentracijskom logoru još od 1933. i bolovao je od tuberkuloze i bolesti srca. 
Vlada Trećeg Reicha mu ne dozvoljava da napusti zemlju. Sljedeće godine Nijemci mu zabranjuju da preuzme nagradu.

## Vanjske poveznice
- Životopis Carla von Ossietzkyog